# Sandra and Andres

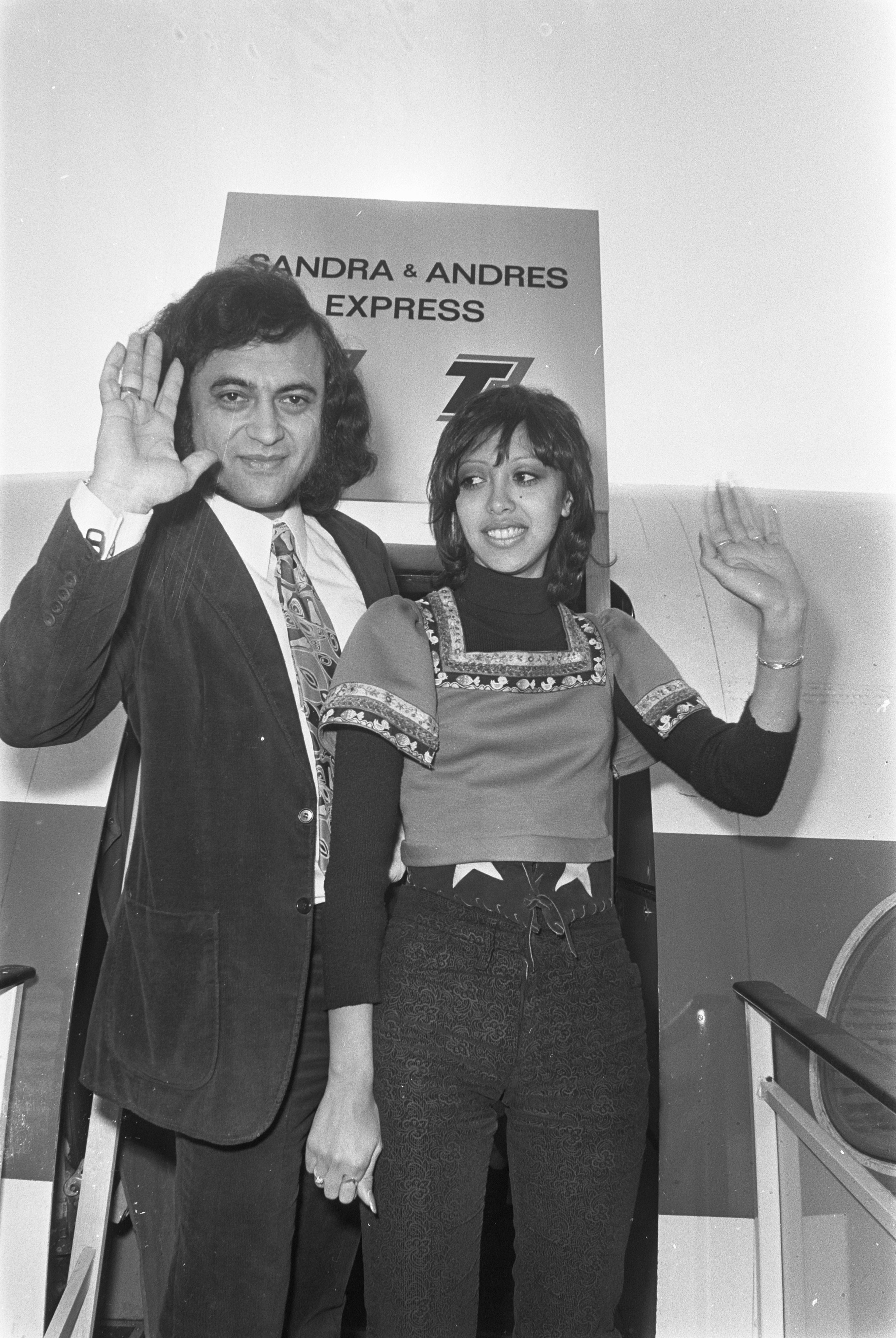
Il duo Sandra and Andres

Sandra and Andres è il nome di un duo di artisti olandesi, formato da Sandra Reemer e Dries Holten, che ha partecipato all'Eurovision Song Contest 1972, con il brano Als et om de liefde gaat.
Di questo pezzo esiste anche la versione in tedesco col titolo Was soll ich tun ed in francese col titolo C'est pour demain.